# Guy Helminger
Guy Helminger (né en 1963) est un poète, romancier et auteur de théâtre luxembourgeois de langue allemande.

## Biographie
Guy Helminger est né le 20 Janvier 1963 à Esch-sur-Alzette dans le sud-ouest du Luxembourg. Il est le frère de l'écrivain Nico Helminger. Il a fait des études de littérature allemande et de philosophie à Luxembourg, Heidelberg et Cologne où il vit depuis 1985. Son œuvre couvre la poésie, le théâtre et le roman.
Il a reçu plusieurs prix littéraires, dont le Prix Servais en 2002 et 2022, et le Lyrikpreis Meran en 2022.

## Principaux ouvrages
- Die schwere Naht der Flüsse. Aufzeichnungen und Fotos aus Brasilien,  (ISBN 978-99959-43-45-5)
- Lärm, Roman; capybarabooks, Luxemburg 2021,  (ISBN 978-99959-43-41-7)
- Madame Köpenick, Theater, UA: Kasemattentheater, Luxemburg 2022; capybarabooks, Luxemburg 2022,  (ISBN 978-99959-43-42-4)
- Die Lombardi-Affäre, Roman; capybarabooks, Luxemburg 2020,  (ISBN 978-99959-43-32-5)
- Neubrasilien, überarbeitete Neuausgabe, Roman; capybarabooks, Luxemburg 2020,  (ISBN 978-99959-43-26-4)
- Die Lehmbauten des Lichts. Aufzeichnungen und Fotos aus dem Jemen.; Capybarabooks, Luxemburg 2019,  (ISBN 978-99959-43-24-0).
- Jockey., Theater, UA: Kasemattentheater, Luxembourg 2019. Capybarabooks, Luxemburg 2019,  (ISBN 978-99959-43-21-9).
- Die Tagebücher der Tannen., Gedichte; Edition Rugerup, Berlin 2018,  (ISBN 978-3942955775).
- Die Allee der Zähne. Aufzeichnungen und Fotos aus Iran; Capybarabooks, Luxemburg 2018,  (ISBN 978-9995943172).
- Nördlich der Ferne. Limitierte Auflage mit handgedruckten Serigraphien von Robert Brandy, Gedichte; Redfoxpress, Achill Island 2017.
- Rost. Kurzgeschichten. Neuausgabe. Capybarabooks, Luxemburg 2016,  (ISBN 978-9995943073),
- Libellenterz, Gesammelte Gedichte; éditions phi, Differdange 2010,  (ISBN 978-2-87962-284-2).
- Neubrasilien, Roman; Eichborn Verlag, Frankfurt am Main 2010,  (ISBN 978-3-8218-6132-6).
- Morgen war schon. Roman. Suhrkamp, Frankfurt a. M. 2007,  (ISBN 978-3-518-41918-2).
- Die Ruhe der Schlammkröte. Roman. Wiederentdeckt, herausgegeben und mit Anmerkungen versehen von Manuel Andrack. Kiepenheuer & Witsch, Köln 2007,  (ISBN 3462037846).
- Etwas fehlt immer. Erzählungen. Suhrkamp, Frankfurt a. M. 2005,  (ISBN 3518417088).
- Venezuela. Theaterstück. Oberon Books, London 2003,  (ISBN 1840023651). (dt.: éditions phi, Esch-sur-Alzette 2004,  (ISBN 2879621798).)
- Ver-wanderung. Gedichte. éditions phi, Esch-sur-Alzette 2002,  (ISBN 3888652154).
- Leib eigener Leib. Gedichte. éditions phi, Echternach 2000,  (ISBN 388865193X).
- Entfernungen (in Zellophan). Gedichte. éditions phi, Echternach 1998,  (ISBN 3888651662).